# Gangi Nowego Jorku
Gangi Nowego Jorku (ang. Gangs of New York) – film z 2002 roku w reżyserii Martina Scorsese.

## Opis fabuły
Rok 1846. W nowojorskiej dzielnicy Five Points, wybucha wojna między ugrupowaniem irlandzkich imigrantów pod wodzą Księdza Vallona (Neeson) a samozwańczymiTubylcami dowodzonymi przez Billa Rzeźnika Cuttinga (Day-Lewis). W decydującym starciu, na oczach kilkuletniego syna, Vallon zostaje zamordowany przez Cuttinga, który obejmuje pełnię władzy nad dzielnicą.
Szesnaście lat później Amsterdam Vallon (DiCaprio) wraca do Nowego Jorku z zamiarem pomszczenia ojca. Trwa wojna secesyjna, do Stanów przybywają kolejne fale imigrantów (młodzi mężczyźni trafiają od razu do armii), co rodzi nowe konflikty. Amsterdam próbuje zdobyć zaufanie zabójcy ojca, zakochuje się w pięknej złodziejce (Diaz), a ostatecznie staje do otwartego boju z Rzeźnikiem. Niepokoje społeczne rosną z powodu przymusowego wcielania do armii. Mieszkańcy nie uznają wojny na Południu za swój problem. Martwią się tylko o przetrwanie w mieście bezprawia, bezrobocia i coraz większej liczby imigrantów. Małe grupki domagają się wystąpienia z Unii. W końcu dochodzi do krwawo stłumionych rozruchów przeciw poborowi. Bogatsi są linczowani za to, że mogli za 300 dolarów wykupić się z poboru. W owych czasach była to kwota znacznie wyższa niż współcześnie. Każdy nawet niepozorny mieszkaniec, który nie jest politykiem, policjantem lub bogaczem, należy do któregoś z wielu gangów. A wielu z wyżej wymienionych współpracuje mniej lub bardziej z nimi. Stan wojny miesza się z niestabilnym zawieszeniem broni. Strażacy nie gaszą pożarów, gdyż wykłócają się o to, który budynek jest w strefie wpływów której remizy. Tymczasem Amsterdam po nieudanym zamachu na Cuttinga, postanawia reaktywować gang ojca. Gdy Rzeźnik dowiaduje się o tym, wysyła Jacka Mulraneya (John C. Reily) by ten zabił Amsterdama. Zamach nie udaje się i Vallon zabija Mulraneya, a ciało przywiązuje do latarni na rynku. Później przychodzi do niego Johnny i przyznaje się do zdrady. Amsterdam wypędza przyjaciela, a ten szuka szczęścia u Tubylców. Ci biją Johnny'ego i przybijają go do płotu. Ciężko rannego Johnny'ego znajdują Amsterdam i Jenny. Johnny prosi przyjaciela by go dobił. Amsterdam spełnia prośbę. Potem Amsterdam chce pokonać Rzeźnika politycznie. Prosi więc Williama Tweeda by ten poparł Waltera McGinna (Brendan Glesson) jako kandydata na szeryfa. McGinn wygrywa wybory, ale zostaje zamordowany przez Rzeźnika. Podczas pogrzebu McGinna, Amsterdam decyduje się rzucić wyzwanie Billowi, a ten je przyjmuje. Ponownie przeciwko Tubylcom zbiera się koalicja innych gangów. Niestety. Do starcia nie dochodzi, ponieważ część mieszkańców wszczęła zamieszki w mieście i żeby opanować sytuację do akcji wkroczyło wojsko. Paradise Square zostaje zbombardowane, a członkowie obu gangów rozproszeni. Część zginęła. Tymczasem Rzeźnik próbuje wykorzystać dym po nalocie, by zabić Amsterdama. Między nimi dochodzi do walki, ale zostaje ona przerwana przez kolejny wybuch. Gdy obaj podnoszą się z ziemi, widzą jak zabici przez żołnierzy zostają McGloin i Sheng. Amsterdam dostrzega też kawałek rurki w ciele Rzeźnika. Cutting wyszarpuje odłamek ze swojego ciała i mówi Amsterdamowi, że umiera. Vallon wyjmuje więc nóż i zadaje wrogowi dwa ciosy. Cutting pada na ziemię i umiera. Później zostaje pochowany obok Księdza Vallona.

## Zakończenie
Tuż przed pojawieniem się napisów końcowych, jest pokazana panorama Nowego Jorku i jak zmieniała się na przestrzeni lat. Proces ten kończy widok kiedy w mieście był jeszcze kompleks WTC (film powstał rok po zniszczeniu kompleksu WTC).

## Ogólny opis
Scorsese w swoim filmie próbował ukazać ciemne strony kształtującego się mocarstwa (korupcja polityczna, wyzysk nowo przybyłych) oraz uhonorować przybywających do ziemi obiecanej w poszukiwaniu lepszego życia przesiedleńców z Europy. Końcowy efekt zyskał mieszaną krytykę, w której przeciwnicy filmu zarzucili Gangom przerost formy nad treścią, niejasne przesłanie oraz hołdowanie melodramatycznemu schematowi. Za największy atut dzieła powszechnie uznano wybitną kreację Daniela Day-Lewisa.

## Obsada
- Leonardo DiCaprio – Amsterdam Vallon
- Cameron Diaz – Jenny Everdeane
- Daniel Day-Lewis – William Cutting
- Liam Neeson – „Ksiądz” Vallon
- Jim Broadbent – William „Boss” Tweed
- John C. Reilly – „Happy” Jack Mulraney
- Henry Thomas – Johnny Sirocco
- Brendan Gleeson – Walter „Mnich” McGinn
- Gary Lewis – McGloin

## Nagrody i nominacje
Amerykańska Akademia Sztuki i Wiedzy Filmowej – Oscar 2003
- nominacja w kategorii Najlepszy film – Alberto Grimaldi, Harvey Weinstein
- nominacja w kategorii Najlepszy aktor pierwszoplanowy – Daniel Day-Lewis
- nominacja w kategorii Najlepszy reżyser – Martin Scorsese
- nominacja w kategorii Najlepszy scenariusz oryginalny – Jay Cocks, Kenneth Lonergan, Steven Zaillian
- nominacja w kategorii Najlepsza piosenka – The hands that built America, wyk. U2
- nominacja w kategorii Najlepsza scenografia – Dante Ferretti, Francesca LoSchiavo
- nominacja w kategorii Najlepsze kostiumy – Sandy Powell
- nominacja w kategorii Najlepsze zdjęcia – Michael Ballhaus
- nominacja w kategorii Najlepszy dźwięk – Eugene Gearty, Ivan Sharrock, Tom Fleischman
- nominacja w kategorii Najlepszy montaż – Thelma Schoonmaker

Hollywoodzkie Stowarzyszenie Prasy Zagranicznej – Złoty Glob 2003
- wygrana w kategorii Najlepszy reżyser – Martin Scorsese
- wygrana w kategorii Najlepsza piosenka' The hands that built America, wyk. U2
- nominacja w kategorii Najlepszy dramat
- nominacja w kategorii Najlepszy aktor w dramacie – Daniel Day-Lewis
- nominacja w kategorii Najlepsza aktorka drugoplanowa – Cameron Diaz

Brytyjska Akademia Sztuk Filmowych i Telewizyjnych – BAFTA 2003
- wygrana w kategorii Najlepszy aktor pierwszoplanowy – Daniel Day-Lewis
- nominacja w kategorii Najlepszy film – Alberto Grimaldi, Harvey Weinstein
- nominacja do Nagrody im. Anthony’ego Asquitha za najlepszą muzykę filmową – Howard Shore
- nominacja do Nagrody im. Davida Leana za najlepszą reżyserię – Martin Scorsese
- nominacja w kategorii Najlepsza charakteryzacja
- nominacja w kategorii Najlepsza scenografia – Dante Ferretti
- nominacja w kategorii Najlepsze efekty specjalne
- nominacja w kategorii Najlepsze kostiumy – Sandy Powell
- nominacja w kategorii Najlepsze zdjęcia – Michael Ballhaus
- nominacja w kategorii Najlepszy dźwięk – Eugene Gearty, Ivan Sharrock, Philip Stockton, Tom Fleischman
- nominacja w kategorii Najlepszy montaż – Thelma Schoonmaker
- nominacja w kategorii Najlepszy scenariusz oryginalny – Jay Cocks, Kenneth Lonergan, Steven Zaillian

Gildia Aktorów Filmowych – Aktor 2003
wygrana w kategorii Najlepszy aktor w roli głównej – Daniel Day-Lewis
Amerykańska Gildia Producentów Filmowych – Złoty Laur 2003
- nominacja w kategorii Najlepszy producent – Alberto Grimaldi, Bob Weinstein

Amerykańska Gildia Reżyserów Filmowych – DGA 2003
- nominacja w kategorii Najlepsze osiągnięcie reżyserskie w filmie fabularnym – Martin Scorsese

Amerykańska Gildia Scenarzystów – WGA 2003
- nominacja w kategorii Najlepszy scenariusz oryginalny – Jay Cocks, Kenneth Lonergan, Steven Zaillian

Amerykańska Gildia Scenografów – ADG 2003
- nominacja w kategorii Najlepsza scenografia w filmie kostiumowym lub fantasy – Alessandro Alberti, Dante Ferretti, Dimitri Capuani, Maria-Teresa Barbasso, Nazzareno Piana

Amerykański Instytut Filmowy – AFI 2002
- nominacja w kategorii Film roku

Amerykańskie Stowarzyszenie Montażystów – Eddie 2003
- wygrana w kategorii Najlepszy montaż dramatu – Thelma Schoonmaker

Amerykańskie Stowarzyszenie Operatorów Filmowych – ASC 2003
- nominacja w kategorii Najlepsze zdjęcia do filmu fabularnego – Michael Ballhaus

Francuska Akademia Sztuki i Techniki Filmowej – César 2004
- nominacja w kategorii Najlepszy film zagraniczny

MTV Movie Awards – Złoty Popcorn 2003
- nominacja w kategorii Najlepszy czarny charakter – Daniel Day-Lewis
- nominacja w kategorii Najlepszy pocałunek – Cameron Diaz, Leonardo DiCaprio

Międzynarodowa Akademia Prasy – Satelita 2003
- wygrana w kategorii Najlepszy aktor w dramacie – Daniel Day-Lewis
- wygrana w kategorii Najlepsza scenografia – Dante Ferretti
- wygrana w kategorii Najlepszy montaż – Thelma Schoonmaker
- nominacja w kategorii Najlepsze efekty specjalne
- nominacja w kategorii Najlepsze kostiumy – Sandy Powell
- nominacja w kategorii Najlepsze zdjęcia – Michael Ballhaus
- nominacja w kategorii Najlepszy dźwięk – Philip Stockton

Stowarzyszenie Krytyków Filmowych z Los Angeles – LAFCA 2002
- wygrana w kategorii Najlepsza scenografia – Dante Ferretti

Stowarzyszenie Nowojorskich Krytyków Filmowych – NYFCC 2002
- wygrana w kategorii Najlepszy aktor pierwszoplanowy – Daniel Day-Lewis

## Box office
Film uzyskał przychód ze sprzedanych biletów łącznie 193 772 504 dolarów, w tym 9 496 870 dolarów w otwierający weekend. W amerykańskich kinach był obecny przez 157 dni.
| USA   | 77 812 000 USD  |                 |
| Świat | 115 960 504 USD |                 |
| Razem | 193 772 504 USD | 193 772 504 USD |

| USA | 9 496 870 USD |